# Ямвліх
Ямвліх (дав.-гр. Ἰάμβλιχος, 245? — близько 330) — давньогрецький філософ-неоплатонік, учень Порфирія.

## Біографія
Походив із Халкіди. Навчався в Римі у Порфирія, викладав філософію в Апамеї (сучасна Сирія). Продовжував розвиток неоплатонізму, відходячи від Плотіна і більше за нього відійшов до практичної містики. Знаходився під сильним впливом піфагореїзму і халдейських оракулів. Твори Ямвліха можна розділити на три групи: піфагорейсько-герметичні («Звід піфагорейських учень в 10 книгах», до нас дійшло 5), написаний для шкільного навчання; порфирієво-платонічні (коментарі до Платона й Арістотеля) і твори, які відображають особистий внесок Ямвліха в філософію неоплатонізму, написані після смерті Порфирія: «Про богів», «Халдейська теологія», « Платонова теологія», «Про символи» та інші. В «Теологуменах арифметики» розвивав вчення піфагорейців про числа декади. У втрачених частинах «Зводу піфагорейських учень» викладалося вчення про числа, геометрія, астрономія, музика. Ямвліх здійснив шкільну розробку неоплатонізму.

## Філософські погляди
Теоретична філософія Ямвліха продовжує розробку головних категорій Плотіна: Єдиного, Розуму і Душі. Категорії ще більше диференціюються й оформлюються термінологічно. В Єдиному Плотіна Ямвліх розрізняє Єдине вище за буття і просто Єдине (благо, початок усього наступного). У сфері Розуму слідом за Плотіном і Порфирієм розвиває тріаду: буття — життя — розум, тобто уявне (буття), мисляче (розум) і тотожність одного та другого — життя, яке розміщене в тріаді між немислячим буттям і неіснуючим мисленням. Поряд з осягнутим космосом Ямвліх запроваджує категорію мислячого космосу, об'єднує їх у сфері розуму. Душа причетна до розуму в залежності від своєї розумності. Чітко розділяв душі людей і тварин і не допускав їх переселення і взаємного переходу. Згідно з його вченням, чистий розум і душа — це надсвітові боги. Нижче їх розташовані в космосі небесні боги, небесні боги утворюють тріади і так далі. Ямвліх, як і Прокл, намагався відновити грецький політеїзм, філософськи відновити Олімп зі всіма його богами. Він намагається відновити вірування, культові дії язичництва. Цієї тенденції присвячена й антропологія Ямвліха: головним у людині він вважає не спрямованість на споглядання природи і космосу, а віру в богів і спілкування з ними. Чесноти моральні і політичні вважає нижчими ступенями. Найвищі чесноти — чесноти абсолютного єднання з богами.
Ямвліх здійснив реформу неоплатонічного коментаря, її сутність — в знаходженні єдиної мети діалогу, з якою узгоджений увесь діалог, а також в установленні ієрархії типів тлумачення, яке розпочинається з фізичної та етичної інтерпретації, підіймається до математичної і завершується метафізичною.
Під впливом Ямвліха сформувалися пергамська й афінська школи неоплатонізму.
Авторитет Ямвліха був дуже великим аж до Флорентійської академії в Італії XV сторіччя.